# Metro w São Paulo
Metro w São Paulo (port. Metropolitano de São Paulo) – system kolei podziemnej w mieście São Paulo w Brazylii. Składa się z pięciu czynnych linii, ma 62 stacje oraz obsługuje 3 400 000 pasażerów dziennie.
Budowę rozpoczęto 24 kwietnia 1968, a otwarcie pierwszej linii miało miejsce 14 września 1974. Był pierwszym systemem metra w Brazylii.

## Linie metra
| Linia    | Ścieżka                            | Otwarta | Długość | Liczba stacji |
| -------- | ---------------------------------- | ------- | ------- | ------------- |
| 1 Blue   | Tucuruvi - Jabaquara               | 1974    | 20,2 km | 23            |
| 2 Green  | Vila Madalena - Vila Prudente      | 1991    | 14,6 km | 14            |
| 3 Red    | Barra Funda - Corinthians-Itaquera | 1979    | 22,0 km | 18            |
| 4 Yellow | Vila Sônia - Luz                   | 2010    | 12,8 km | 11            |
| 5 Lilac  | Capão Redondo - Largo Treze        | 2002    | 8,4 km  | 6             |